# داریوش وولسکی
داریوش آدام وولسکی (انگلیسی: Dariusz Adam Wolski؛ زادهٔ ۷ مه ۱۹۵۶) فیلم‌بردار فیلم و نماهنگ لهستانی است. او بیش از ۱۰۰ نماهنگ برای هنرمندانی همچون دیوید بویی، پائولا عبدل، التون جان، نیل یانگ، اروسمیث و استینگ تهیه نموده است.
وولسکی در سال ۱۹۷۹ در سن ۲۳ سالگی به ایالات متحده نقل مکان کرد و از سال ۱۹۹۶ عضو انجمن فیلم‌برداران آمریکا و از سال ۲۰۰۴ عضو آکادمی علوم و هنرهای سینما است.

## فیلم‌شناسی

### فیلم
| سال  | عنوان                                        | کارگردان        | توضیحات            |
| ---- | -------------------------------------------- | --------------- | ------------------ |
| ۱۹۸۸ | Nightfall                                    | Paul Mayersberg |                    |
| ۱۹۹۳ | Romeo Is Bleeding                            | Peter Medak     |                    |
| ۱۹۹۴ | کلاغ                                         | الکس پرویاس     |                    |
| ۱۹۹۵ | جزر و مد سرخ                                 | تونی اسکات      |                    |
| ۱۹۹۶ | فن                                           | تونی اسکات      |                    |
| ۱۹۹۸ | قتلی بی‌نقص                                   | اندرو دیویس     |                    |
| ۱۹۹۸ | شهر تاریک                                    | الکس پرویاس     |                    |
| ۲۰۰۱ | مکزیکی                                       | گور وربینسکی    |                    |
| ۲۰۰۲ | گروه ناجور                                   | جوئل شوماخر     |                    |
| ۲۰۰۳ | دزدان دریایی کارائیب: نفرین مروارید سیاه     | گور وربینسکی    |                    |
| ۲۰۰۵ | قایم‌موشک                                     | John Polson     |                    |
| ۲۰۰۶ | دزدان دریایی کارائیب: صندوقچه مرد مرده       | گور وربینسکی    | Shot back-to-back  |
| ۲۰۰۷ | دزدان دریایی کارائیب: پایان جهان             | گور وربینسکی    | Shot back-to-back  |
| ۲۰۰۷ | سوئینی تاد: آرایشگر شیطانی خیابان فلیت       | تیم برتون       |                    |
| ۲۰۰۸ | چشم عقاب                                     | دی جی کاروسو    |                    |
| ۲۰۱۰ | آلیس در سرزمین عجایب                         | تیم برتون       |                    |
| ۲۰۱۱ | دزدان دریایی کارائیب: سوار بر امواج ناشناخته | راب مارشال      |                    |
| ۲۰۱۱ | خاطرات روزانه رام                            | بروس رابینسون   |                    |
| ۲۰۱۲ | پرومتئوس                                     | ریدلی اسکات     |                    |
| ۲۰۱۳ | مشاور                                        | ریدلی اسکات     |                    |
| ۲۰۱۴ | خروج: خدایان و پادشاهان                      | ریدلی اسکات     |                    |
| ۲۰۱۵ | مریخی                                        | ریدلی اسکات     |                    |
| ۲۰۱۵ | بندباز                                       | رابرت زمکیس     |                    |
| ۲۰۱۷ | بیگانه: کاوننت                               | ریدلی اسکات     |                    |
| ۲۰۱۷ | تمام پول‌های جهان                             | ریدلی اسکات     |                    |
| ۲۰۱۷ | ماشین جنگ                                    | دیوید میشد      |                    |
| ۲۰۱۸ | سیکاریو: روز سرباز                           | استفانو سولیما  |                    |
| ۲۰۲۰ | اخبار جهان                                   | پل گرینگرس      |                    |
| ۲۰۲۱ | آخرین دوئل                                   | ریدلی اسکات     |                    |
| ۲۰۲۱ | خاندان گوچی                                  | ریدلی اسکات     |                    |
| ۲۰۲۳ | ناپلئون                                      | ریدلی اسکات     |                    |
| ۲۰۲۴ | مرا به ماه پرواز ده                          | گرگ برلانتی     |                    |
| ۲۰۲۴ | Modì, Three Days on the Wing of Madness      | جانی دپ         | با Nicola Pecorini |
| ۲۰۲۵ | نورنبرگ                                      | جیمز وندربیلت   |                    |